# Ilex mucugensis
Ilex mucugensis là một loài thực vật có hoa trong họ Aquifoliaceae. Loài này được Groppo mô tả khoa học đầu tiên năm 2007.